# Ovtočići
Ovtočići (en serbe cyrillique : Овточићи) est un village du sud du Monténégro, dans la municipalité de Bar.

## Démographie

### Évolution historique de la population
| 1948 | 1953 | 1961 | 1971 | 1981 | 1991 | 2003 |
| ---- | ---- | ---- | ---- | ---- | ---- | ---- |
| 359  | 335  | 277  | 225  | 149  | 142  | 57   |